# Hidden Lake, Östantarktis
Hidden Lake är en sjö i Antarktis. Den ligger i Östantarktis. Australien gör anspråk på området. Hidden Lake ligger 400 meter över havet.